# Delvin N'Dinga
Delvin N'Dinga   (Pointe-Noire, 14 de març de 1988) és un exfutbolista de la República del Congo de la dècada de 2010. Fou internacional amb la selecció de futbol de la República del Congo. Pel que fa a clubs, destacà a AJ Auxerre i AS Monaco.